# Schistosoma malayensis
Schistosoma malayensis é um verme achatado parasita do filo Platyhelminthes, classe Trematoda. Habita a Malásia.